# Художественный музей Хекшера
Художественный музей Хекшера (англ. Heckscher Museum of Art) — художественный музей в США, расположенный в парке Heckscher Park города Хантингтон, штат Нью-Йорк. На сегодня экспозиция музея насчитывает более 2000 произведений искусства, главным образом американской пейзажной живописи, в том числе художников Лонг-Айленда.

## История

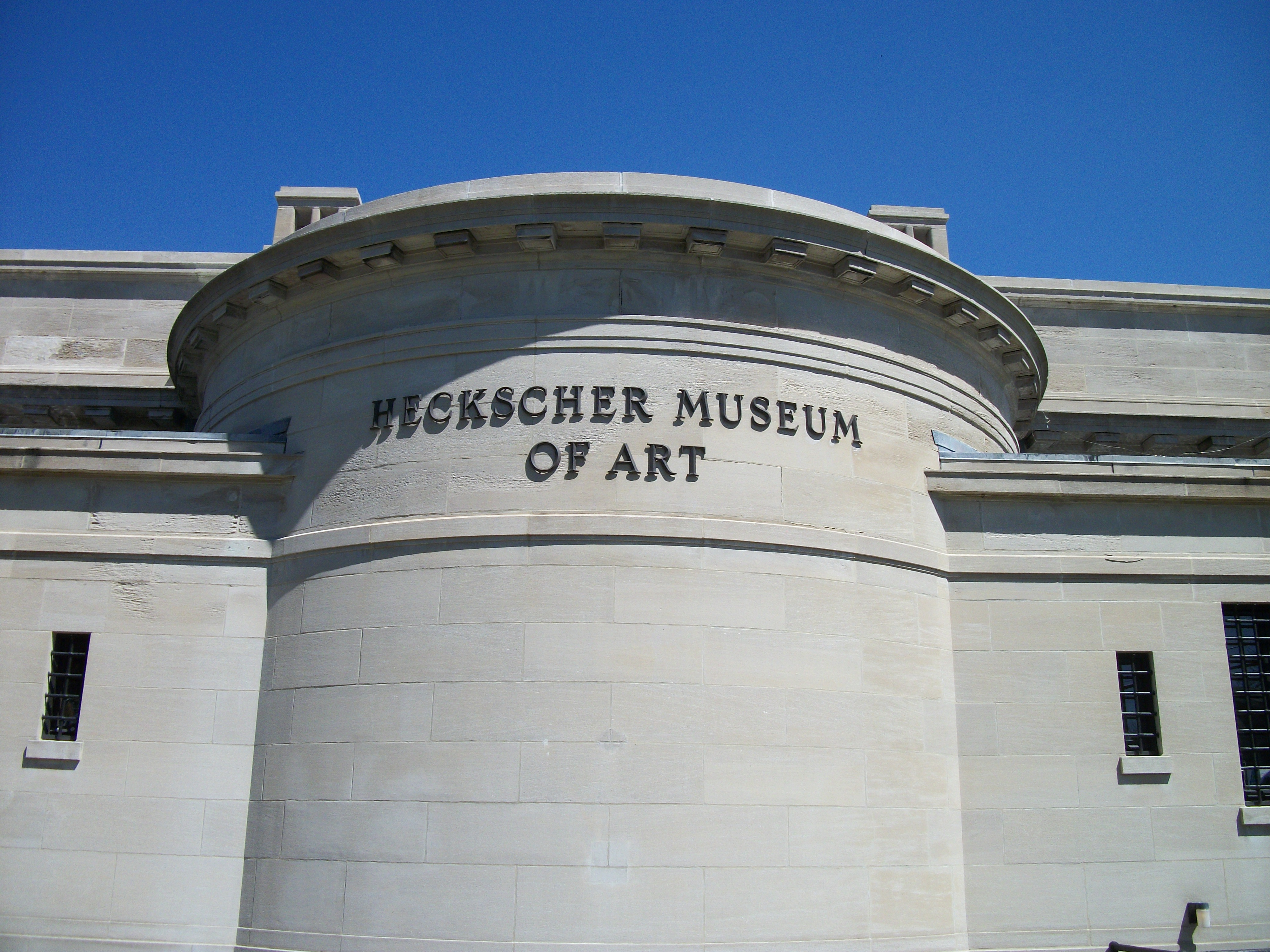
Деталь здания музея

Основан Августом Хекшером (1848—1941), американским промышленником и меценатом, в 1920 году, когда он передал ему свои 185 произведений искусства, размещенных в здании стиля бозар. Первоначально находился в ведении частного фонда, не особо развиваясь в период Великой депрессии, охватившей город. В 1957 году музей перешел в руководство советом директоров, начав расширять свою коллекцию. Существенно его экспозиция была расширена в 2001 году, когда в дар музею были переданы работы Ronald G. Pisano и D. Frederick Baker. В 2005 году музей пережил очередные трудные времена, когда пытался улучшить своё финансовое состояние за счет продажи наиболее ценного своего полотна работы Георга Гросса «Eclipse of the Sun» («Затмение Солнца») за $19 миллионов. Музей был вынужден отказаться от продажи после общественного резонанса от этой акции. В 2008 году в музее Хекшера была проведена значительная реставрация.
Музей открыт круглый год со среды по воскресенье, вход платный. Директор — Michael W. Schantz, доктор философии.

## Коллекция

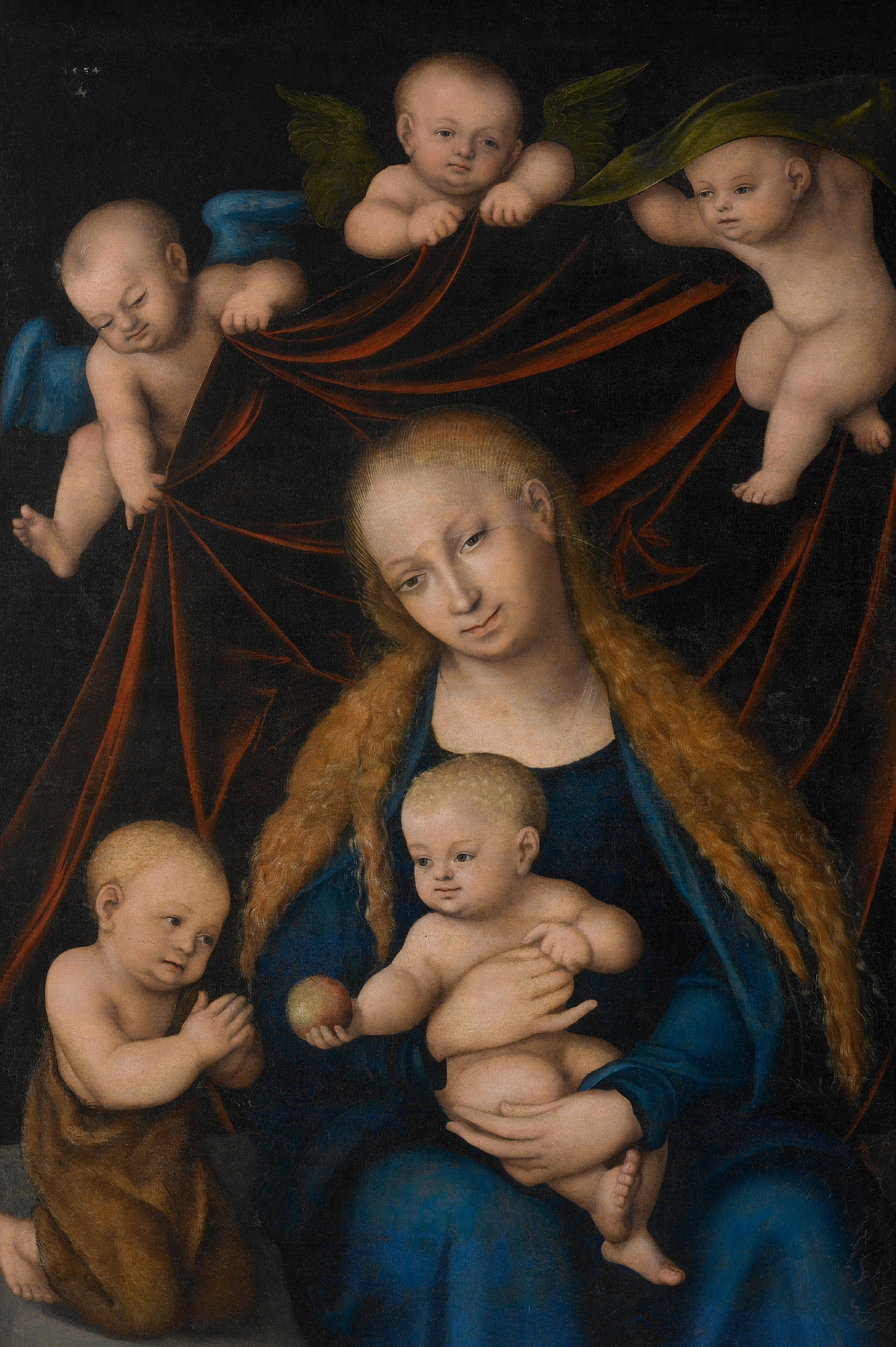
Virgin, Child, St. John the Baptist and Angels

Из первоначальных 185 артефактов, в настоящее время в коллекции музея находится около 2100 экспонатов, охватывающих период более 500 лет. Старейшей картиной является Virgin, Child, St. John the Baptist and Angels Лукаса Карнаха, датированная 1534 годом. В музее имеются произведения европейских художников XVII—XIX веков, а также американских живописцев XIX—XX веков, включая Уильяма Чейза, Фредерика Чёрча, Ашера Дюрана, Томаса Икинса, Уинслоу Хомера, Джорджа Иннесса Эдварда Морана и Томаса Морана.
Здесь имеются картины современного и абстрактного искусства, а также коллекция фотографий.